# Oreodera granulipennis
Oreodera granulipennis är en skalbaggsart som beskrevs av Dmytro Zajciw 1963. Oreodera granulipennis ingår i släktet Oreodera och familjen långhorningar.
Artens utbredningsområde är Venezuela. Inga underarter finns listade i Catalogue of Life.